# Tower Fall

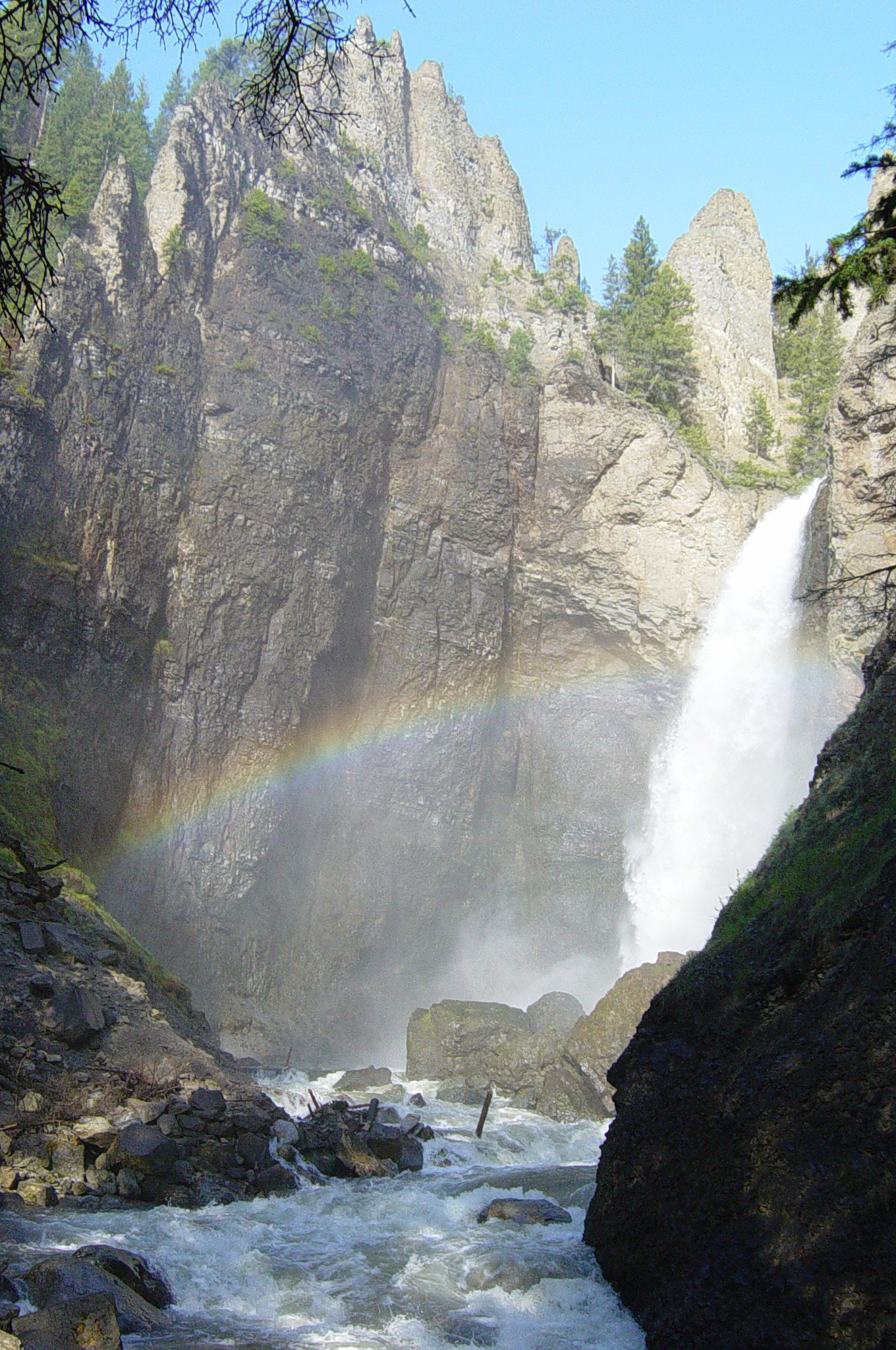
Tower Fall

Der Tower Fall ist ein Wasserfall im Norden des Yellowstone-Nationalparkes in Wyoming, USA. Das Wasser des Tower Creek stürzt dort fast 40 m (132 ft.) in die Tiefe.
Der Tower Fall befindet sich im Verlauf des Tower Creek unmittelbar vor dessen Mündung in den Yellowstone River. Er wurde 1870 von Samuel T. Hauser, einem Teilnehmer der Washburn-Langford-Doane-Expedition, auf Grund der vulkanischen Turmspitzen zu beiden Seiten des Wassersturzes, so benannt. Im Frühling ist die Wassermenge des Wasserfalls zehnmal so hoch wie im Herbst.
Bereits die frühesten Reisenden in das Yellowstone-Gebiet erwähnten den Tower Fall. Als Erster malte Thomas Moran 1871 oder 1872 ein Bild von ihm, das später zu Berühmtheit gelangen sollte.